# Egiziano Bertolucci
Egiziano Bertolucci, indicato da alcune fonti come Spartaco Bertolucci (Viareggio, 5 gennaio 1922 – Viareggio, 28 agosto 2009), è stato un calciatore italiano, di ruolo attaccante.
Anche suo figlio Francesco fu un calciatore.

## Carriera
Soprannominato Cecchino, fu per molti anni il giocatore con più reti nella storia del Viareggio, grazie alle 92 marcature realizzate. Ala sinistra, giocò anche in Serie A nella Pro Patria (13 presenze e 4 reti nella stagione 1947-1948, chiusa dai bustocchi all'ottavo posto finale). Ha totalizzato inoltre 76 presenze e 36 reti in Serie B con le maglie di Viareggio ed Empoli.